# Central Coast Mariners FC
Central Coast Mariners Football Club je australski nogometni klub iz Gosforda. Jedan je od tri kluba iz Novog Južnog Walesa koji se natječe u A-League. Klub je osnovan 2004., a domaće utakmice igra na Bluetongue Central Coast Stadiumu. Dosada su dva puta igrali u Velikom finalu A-League, sezone 2005./06. poraženi su od Sydney FC-a, a 2007./08. od Newcastle Jetsa. Za klub je igrao Anthony Kalik.

## Trofeji
- A-League Premiership: 
  - Prvoplasirani: (1): 2007./08.

- A-League: 
  - Doprvaci (2): 2005./06., 2007./08.

- A-League Predsezonski kup: 
  - Pobjednici (1): 2005.
  - Finalisti (1): 2006.

## Vanjske poveznice
- Službena stranica